# گئورگه فیات
گئورگه فیات (انگلیسی: Gheorghe Fiat؛ ۱۴ ژانویه ۱۹۲۹ – ۲۲ اوت ۲۰۱۰ (aged 81)) ورزشکار بوکس اهل رومانی بود.
وی در مسابقات کشوری و بین‌المللی در مجموع برندهٔ ۷ مدال طلا، ۱ مدال برنز شده‌است.